# گیتا مهتا
گیتا مهتا (انگلیسی: Gita Mehta; ۱۲ دسامبر ۱۹۴۳ – ۱۶ سپتامبر ۲۰۲۳) نویسنده، روزنامه‌نگار، و کارگردان فیلم اهل هند بود.